# Figuren aus der Die-Tribute-von-Panem-Reihe
In diesem Artikel werden wichtige Figuren aus der Trilogie Die Tribute von Panem von Suzanne Collins beschrieben. Hierbei handelt es sich um die folgenden Werke:
- Band 1: Die Tribute von Panem – Tödliche Spiele
- Band 2: Die Tribute von Panem – Gefährliche Liebe
- Band 3: Die Tribute von Panem – Flammender Zorn

## Hauptcharaktere

### Katniss Everdeen
Katniss Everdeen ist die Protagonistin der Reihe.

### Peeta Mellark
Peeta Mellark ist der männliche Tribut aus Distrikt 12 in den 74. und 75. Hungerspielen. Er ist der Sohn eines Bäckers und rettete der 11-jährigen Katniss einst das Leben, indem er ihr Brot schenkte, obwohl es ihm verboten war. Peeta ist zu Anfang der Trilogie 16 Jahre alt. Er kann gut mit Worten umgehen und ein Publikum unterhalten. Peeta verabscheut die Gewalt, weshalb ihn seine Erlebnisse in den Hungerspielen besonders stark belasten. Er hat ein ausgeprägtes Talent fürs Malen; seine Lieblingsfarbe ist orange, da dies die Farbe des Sonnenuntergangs ist.
Im ersten Band  Die Tribute von Panem – Tödliche Spiele  gesteht Peeta öffentlich, dass er seit seiner Kindheit in Katniss verliebt ist. Er wird deshalb von den anderen Tributen meist nur als „Lover Boy“ bezeichnet. Zu Beginn der Spiele schließt er sich mit den Karriere-Tributen zusammen, um Katniss zu beschützen. Später verbündet er sich mit Katniss, um mit ihr gemeinsame Sieger der Spiele zu werden, was ihnen durch einen Trick auch gelingt. Dabei kommen sie sich näher und küssen sich mehrmals. Während Peeta sich dadurch mehr von Katniss erhofft, tut diese es nur, weil sie durch Hinweise von Haymitch dazu ermutigt wird. Am Ende des Buches erfährt Peeta, dass Katniss ihre Zuneigung nur vorgespielt hat, und distanziert sich von ihr.
Im Band Die Tribute von Panem – Gefährliche Liebe gehen Peeta und Katniss sich weitestgehend aus dem Weg. Ihre angebliche Liebe spielen sie nur für die Öffentlichkeit weiter. Als er und Katniss für die 75. Hungerspiele erneut in die Arena müssen, geht er einen Deal mit Haymitch ein, um Katniss’ Leben zu retten. Bei den Interviews mit Caesar Flickerman behauptet Peeta, dass er und Katniss verheiratet und sie schwanger von ihm sei, um das Kapitol zu einem Abbruch der Spiele zu bewegen, was aber nicht gelingt. Peeta und Katniss gehören zu der Gruppe, die die Arena mitten in den Spielen zerstören. Peeta wird daraufhin vom Kapitol gefangen genommen, während Katniss von den Rebellen gerettet werden kann. Später wird bekannt, dass bei der Zerstörung von Distrikt 12 seine gesamte Familie ums Leben kam.
Im Band Die Tribute von Panem – Flammender Zorn ist Peeta in mehreren ausgestrahlten Interviews des Kapitols zu sehen, in denen er zu Katniss’ Beteiligung an der Rebellion befragt wird. Sein Zustand verrät, dass er gefoltert wird. Nachdem er aus den Fängen des Kapitols gerettet wird, stellt sich heraus, dass er offenbar einer Gehirnwäsche unterzogen wurde: Es gelang dem Kapitol, ihm glaubhaft zu machen, dass Katniss eine Mutation ist, die er bei ihrem ersten Wiedersehen versucht, zu töten. Mit Hilfe von Ärzten und seinen Freunden kämpft sich Peeta in die Realität zurück, auch wenn es für ihn keine gänzliche Heilung gibt. Von Präsidentin Coin wird Peeta zum Kampf ins Kapitol geschickt, wo er Katniss, Gale und Finnick unterstützen soll, obwohl er immer noch eine Gefahr für die anderen darstellt. Er selbst verlangt, mit Handschellen gefesselt zu werden. Mit der Zeit gelingt es ihm immer besser gegen die Manipulation des Kapitols anzukämpfen. Wie er in der Verfilmung  Mockingjay Teil 2 beschreibt, tragen die Erinnerungen, welche er mit der Zeit als falsch identifizieren kann, eine Art von Schimmer. Peeta überlebt den Krieg und kehrt nach Katniss’ Verhandlung nach Distrikt 12 zurück. Dort hilft er ihr, die Ereignisse der letzten Jahre zu verarbeiten, und sie werden ein Paar. Im Epilog sind Katniss und Peeta verheiratet und Eltern zweier Kinder.
In den Verfilmungen wird Peeta Mellark von Josh Hutcherson dargestellt.

### Gale Hawthorne
Gale Hawthorne ist zu Beginn der Reihe 18 Jahre alt und lebt mit seiner Familie in Distrikt 12. Er ist der beste Freund von Katniss und gleichzeitig ihr Jagdpartner. Gale wird als äußerlich sehr kantig aber auch verschlossen, mitfühlend und liebevoll beschrieben. Er hat drei jüngere Geschwister. Bei der Jagd sind seine Fertigkeiten im Fallenstellen von Vorteil, doch er kann auch sehr gut mit Pfeil und Bogen umgehen. Er ist lange Zeit in Katniss verliebt, muss aber am Ende akzeptieren, dass seine Liebe nicht erwidert wird.
Nachdem Katniss sich in Tödliche Spiele freiwillig als Tribut meldet, kümmert er sich in ihrer Abwesenheit um ihre Mutter und ihre Schwester. Im zweiten Band Gefährliche Liebe erfährt man, dass seine Beziehung zu Katniss unter den Ereignissen in den Hungerspielen gelitten hat und nicht mehr die gleiche ist wie zuvor. In der Öffentlichkeit wird Gale als Katniss’ Cousin dargestellt, um mögliche Zweifel an der angeblichen Liebe zwischen Katniss und Peeta zu vermeiden. Als Distrikt 12 bombardiert wird, rettet er seine eigene sowie Katniss’ Familie nach Distrikt 13, wobei er auch weitere Bewohnende des Distrikts zur Flucht animiert, und sich so bereits unbewusst für kommende Führungsverantwortung qualifiziert. Er ist es auch, der Katniss am Ende des Bandes erzählt, dass es keinen Distrikt 12 mehr gebe.
In Flammender Zorn hat sich Gale den Rebellen angeschlossen und beteiligt sich an dem Krieg gegen das Kapitol. Sein Hass gegen das Kapitol geht so weit, dass er zusammen mit Beetee Kriegsstrategien und dazu geeignete Sprengkörper entwickelt, die zum Tod vieler unschuldiger Menschen führen, darunter letztlich auch Katniss’ Schwester Prim. Seine Freundschaft zu Katniss zerbricht daran. Später erfährt man, dass Gale in Distrikt 2 lebt, wo er einem „lukrativen Job“ nachgeht und oft im Fernsehen zu sehen ist.
Liam Hemsworth verkörpert in den Verfilmungen die Rolle des Gale Hawthorne.

## Nebenfiguren

### Haymitch Abernathy
Haymitch Abernathy ist der Sieger der 50. Hungerspiele und seitdem Mentor der ihm nachfolgenden Tribute aus Distrikt 12 Katniss und Peeta. Er gehört zum Betreuungsteam der Tribute vor den Spielen und fungiert als Sponsorengewinner während der Spiele. Er bestimmt zudem den Zeitpunkt, an dem die Sponsorengeschenke in der Arena verteilt werden. Haymitch ist 41 und gewann die Spiele im Alter von 16 Jahren, indem er das Kraftfeld, das die Arena umgibt, für sich ausnutzte: Da das Kraftfeld die Eigenschaft besitzt, alle Objekte bei Berührung zurückzuschleudern, blieb Haymitch stets an dessen Rand und wich den Angriffen seiner Gegner so geschickt aus, dass diese von ihren eigenen zurückgeschleuderten Waffen erschlagen wurden. In den ersten beiden Büchern wird Haymitch als unverbesserlicher Alkoholiker beschrieben, der neben seiner alljährlichen Tätigkeit als Mentor ein einsiedlerisches Dasein fristet. Die Hintergründe seines Verhaltens werden erst im dritten Band bekannt: Da es dem Kapitol damals nicht gefiel, wie er das Kraftfeld der Arena nutzte, um die Hungerspiele zu gewinnen, ließ der Präsident alle Menschen töten, die ihm je etwas bedeuteten. So vereinsamte er und ertränkte seinen Kummer im Alkohol.
Im Band Tödliche Spiele wird Haymitch der Mentor von Katniss und Peeta. Er behandelt die beiden zu Anfang mit Verachtung, ist sarkastisch ihnen gegenüber und gibt sich keine Mühe, ihnen zu helfen. Doch während der Vorbereitungen für die Spiele erweist er sich dennoch als hilfreich und bemüht sich, die beiden während der Spiele am Leben zu halten. Im Band Gefährliche Liebe vermutet Katniss, dass Haymitch so viel trinkt, um dadurch die Albträume zu vergessen, die ihn seit seinen Spielen quälen. In der Verfilmung ist er es, der während der 75. Hungerspiele als Sponsor Katniss, Peeta, Finnick und Mags vor dem Tod durch Wassermangel rettet. Am Ende des Bandes entpuppt sich Haymitch als Mitglied der Rebellion und rettet Katniss während der 75. Hungerspiele aus der Arena.
Da es in Distrikt 13 keinen Alkohol gibt, muss er in Flammender Zorn einen Entzug machen. Nach dem Krieg kehrt er nach Distrikt 12 zurück und züchtet Gänse, wobei er jedoch wieder zu trinken anfängt.
Katniss erkennt in den Aufnahmen von den 50. Hungerspielen Gemeinsamkeiten zwischen Haymitch und sich selbst: Haymitch hielt die Hand der sterbenden Maysilee Donner, der Tante von Madge Undersee, zu deren Rettung er zu spät gekommen war, ebenso wie Katniss zu spät kam, um Rue zu schützen.
In den Verfilmungen spielt Woody Harrelson die Rolle des Haymitch Abernathy.

### Präsident Coriolanus Snow
Coriolanus Snow ist der Antagonist der Reihe und der Präsident des Landes Panem. Dieses regiert er seit 25 Jahren sehr streng und kaltherzig, weshalb er von vielen gehasst wird. Laut Johanna Mason hat er eine Enkelin im Alter zwischen 12 und 18 Jahren. Er wird als alter Mann mit weißen Haaren und Bart beschrieben. Snow trägt immer eine weiße Rose bei sich, um den Geruch des Blutes aus seinem Mund zu verbergen. Außerdem sind seine Lippen sehr geschwollen, da er über die Jahre viele Schönheitsoperationen durchführen ließ.
Im Band Tödliche Spiele eröffnet er die 74. Hungerspiele und kürt am Ende Katniss und Peeta zu Siegern. Im zweiten Band Gefährliche Liebe erfährt man, dass er dafür gesorgt hat, dass sich Seneca Crane umgebracht hat. Außerdem besucht er Katniss, um ihr mitzuteilen, dass er wütend über ihr regelwidriges Verhalten in den Hungerspielen ist. Er droht ihr an, dafür zu sorgen, dass ihre Familie und ihr Freund Gale umgebracht würden, sollte es ihr nicht gelingen, die Aufständischen davon zu überzeugen, dass sie in den Spielen nicht aus rebellischen Gründen, sondern aus reiner Liebe zu Peeta gehandelt habe. Da es Katniss und Peeta nicht möglich ist, die Rebellen zu beruhigen, verkündet Snow, dass die Tribute für die 75. Hungerspiele aus dem bestehenden Kreis der Sieger ausgewählt werden.
Im Band Flammender Zorn erfährt man, weshalb Snow so sehr nach Blut riecht: Während seiner Zeit als Präsident hat er viele Feinde und Konkurrenten vergiftet, die ihm seine Stellung streitig machten. Um einen Verdacht gegen ihn zu entkräften, trank er selber die Getränke der Vergifteten. Trotz Gegengift blieben offene Wunden in seinem Mund zurück, die den starken Blutgeruch verursachen. Um den Geruch zu übertünchen, trägt er stets eine genmanipulierte Rose bei sich. Des Weiteren erfährt man, dass er Finnick Odair (durch ähnliche Drohungen wie bei Katniss) zur Prostitution gezwungen hat und einige andere Sieger der Hungerspiele ähnliche Schicksale erfahren haben wie Haymitch. Nachdem Snow von den Rebellen gefangen genommen wird, begegnet er Katniss erneut. In ihrem Gespräch erklärt er ihr seine Motive und deutet an, dass er nicht für den Bombenanschlag, bei dem Prim umkam, verantwortlich ist. Mit einem funktionsfähigen Hovercraft wäre er – laut eigener Aussage – lieber an einen sicheren Ort geflohen, anstatt ein sinnloses Massaker anzurichten, für das er zudem später zur Rechenschaft gezogen werden würde. Katniss will dies zunächst nicht glauben, erkennt jedoch später aufgrund verschiedener Hinweise, dass nicht Snow, sondern Präsidentin Coin den Anschlag in Auftrag gegeben haben muss. Bei der geplanten Hinrichtung von Snow bringt Katniss infolgedessen nicht ihn, sondern Coin um. Wie Katniss später erfährt, stirbt Coriolanus Snow an Ersticken und Erdrücken durch die anwesende Menschenmenge.
Das 2020 erschienene Prequel Das Lied von Vogel und Schlange befasst sich mit Snows Aufwachsen.
Coriolanus Snow wird in den Verfilmungen von Donald Sutherland und im Prequel 2023 Die Tribute von Panem – The Ballad of Songbirds and Snakes von Tom Blyth verkörpert.

### Primrose Everdeen
Primrose „Prim“ Everdeen ist die jüngere Schwester von Katniss und wird von ihr sehr geliebt. Sie ist zu Beginn der Reihe 12 Jahre alt. Sie hat blonde Haare und blaue Augen. Prim wird als ein hilfsbereites und fürsorgliches Mädchen beschrieben. Sie hat einen Kater namens Butterblume, den sie über alles liebt.
In Tödliche Spiele wird bei der Auslosung der Tribute Prims Name gezogen, jedoch meldet sich Katniss freiwillig an ihrer Stelle. Bevor Katniss ins Kapitol gebracht wird, verspricht sie Prim zu versuchen, die Spiele für sie zu gewinnen. Im weiteren Verlauf gewinnt Prims Charakter merklich an Reife. Bereits in Distrikt 12 hilft Prim ihrer Mutter regelmäßig beim Verarzten von Verletzten. Sie arbeitet auch in Distrikt 13 auf der Krankenstation mit und plant, später Ärztin zu werden. In Flammender Zorn werden vor dem Regierungssitz des Kapitols zum Schutz von Präsident Snow Kinder als menschlicher Schutzschild platziert. Über diesen Kindern wirft ein Hovercraft mit dem Wappen des Kapitols Behälter an Fallschirmen ab, in denen sich Sprengladungen befinden. Kurz darauf detonieren einige der Bomben und verletzen und töten viele der Kinder. Als daraufhin die Sanitäter der Rebellen, darunter auch Prim, den Verletzten zur Hilfe eilen, explodieren die restlichen Behälter und töten damit alle Anwesenden.
Bei einem späteren Gespräch zwischen Katniss und Snow erklärt dieser, dass er keinerlei Motivation hatte, die Kinder zu töten, da seine Situation zu diesem Zeitpunkt sowieso schon hoffnungslos war. Mit einem funktionsfähigen Hovercraft wäre er – laut eigener Aussage – lieber an einen sicheren Ort geflohen, anstatt ein sinnloses Massaker anzurichten, für das er zudem später zur Rechenschaft gezogen werden würde. Nach anfänglichen Zweifeln begreift Katniss jedoch, dass in Wahrheit Präsidentin Coin für den Angriff verantwortlich ist. Coins Plan war es, die ohnehin schon psychisch labile Katniss weiter zu zermürben und um den „Spotttölpel“ (also Katniss) als Konkurrenz für den Führungsposten nach dem Krieg zu beseitigen.
Mit Gale, der den Rebellen bei der Entwicklung von Bomben geholfen hat, die nach demselben Prinzip funktionieren (z. B. Bomben, die auf lebenswichtige Knotenpunkte wie Wasserstellen abgeworfen werden oder eine Mine, die erst mit einer kleinen Sprengladung das Opfer verwundet, um dann mit einer großen Opfer und Retter zu töten), bricht Katniss später die Freundschaft.
In den Verfilmungen wird Prim von Willow Shields dargestellt.

### Effie Trinket
Effie Trinket ist eine Moderatorin aus dem Kapitol und zieht vor den Hungerspielen die Namen der Tribute für Distrikt 12. Anschließend betreut Effie die Tribute vor den Spielen und regelt ihren gesamten Tagesablauf. Bei den 74. und 75. Hungerspielen betreut sie Katniss und Peeta. Sie ist immer schrill gekleidet und geschminkt. Sie wirkt und fühlt sich ständig gestresst. In Flammender Zorn wird sie wegen der Unterstützung der Rebellen festgenommen. Katniss gelingt es jedoch, sie zu befreien.
In den Verfilmungen wird Effie Trinket von Elizabeth Banks verkörpert.

### Cinna
Cinna ist der Stylist von Katniss in den Hungerspielen. Er wird als ziemlich normal im Vergleich zu anderen Kapitolbewohnern beschrieben, bis auf den goldenen Eyeliner, den er immer trägt. Er hat braune Haare und grüne Augen mit goldenen Sprenkeln. Im Buch ist Cinna Anfang 20, im Film etwa Mitte 30. Bei den 74. Hungerspielen ist er zum ersten Mal dabei. Seinem Wunsch entsprechend wurde ihm Distrikt 12 zugeordnet. Durch seine Outfits für Katniss gewinnt Cinna gleichermaßen die Herzen des Publikums. Er freundet sich mit Katniss an und gibt ihr Selbstvertrauen. Auch bei den 75. Spielen kleidet er sie wieder ein. Für ihr Interview mit Caesar Flickerman steckt er Katniss in ein Hochzeitskleid und bittet sie, sich währenddessen zu drehen. Als sie dies tut, wandelt sich das Kleid in ein Spotttölpelkostüm um. Dadurch wird die Rebellion noch weiter angeheizt und Cinna gibt sich als deren Unterstützer zu erkennen. Kurz vor Spielbeginn wird er vor Katniss’ Augen von Friedenswächtern ohnmächtig geprügelt und aus dem Startraum geschleppt. Er wird vermutlich bei einem Verhör unter Folter getötet, hinterlässt Katniss aber einen Entwurf für ihr Kostüm als Rebellenführerin.
Cinna, der androgyne Stylist, ist die rebellischste Figur im ersten Band: Er verweiblicht Katniss, damit sie eine erfolgreichere Rebellin sein kann.
In den Filmen Die Tribute von Panem – The Hunger Games und Die Tribute von Panem – Catching Fire wird Cinna von Lenny Kravitz verkörpert.

### Plutarch Heavensbee
Plutarch Heavensbee löst den getöteten Seneca Crane als Obersten Spielmacher bei den 75. Hungerspielen ab. Katniss lernt ihn beim Abschlussfest der „Tour der Sieger“ im Kapitol kennen. Er zeigt ihr unter einem Vorwand seine Taschenuhr, auf der sie einen gold-schimmernden Spotttölpel – jedoch nicht dessen Bedeutung – erkennt. Wie sich später herausstellt, wollte Heavensbee ihr damit einen Hinweis auf das Stundentakt-System der neuen Arena geben, in die Katniss wenige Wochen später gezwungen ist, im Rahmen der 75. Hungerspiele zu ziehen. Nachdem sie aus der Arena gerettet wird, erfährt Katniss, dass Heavensbee der Anführer der Untergrund-Rebellion von Distrikt 13 ist. Er fungiert zudem in Flammender Zorn als Leiter der Filmcrew des „Spotttölpels“, welche die Propagandavideos mit Katniss in der Hauptrolle erstellt. Nach dem Krieg wird er von Präsidentin Paylor zum Minister für das Kommunikationswesen ernannt und soll für die Gestaltung der Unterhaltungsprogramme des Staates verantwortlich sein. Er ist es auch, der Katniss im Prozess verteidigt und daraus ein großes Fernseh-Event macht.
In Die Tribute von Panem – Catching Fire und Die Tribute von Panem – Mockingjay Teil 1 wurde Plutarch Heavensbee von Philip Seymour Hoffman dargestellt. Er starb kurz vor Ende der Dreharbeiten. Für Mockingjay, Teil 2 wurde er für eine fehlende Szene durch den Charakter Haymitch Abernathy, gespielt von Woody Harrelson, ersetzt.

### Mrs. Everdeen
Sie ist die Mutter von Katniss und Prim. Ihr Vorname wird in den Büchern nie erwähnt. Sie stammt aus einer verhältnismäßig gut situierten Apothekerfamilie. Als sie sich in den einfachen Kohlearbeiter verliebte und diesen heiratete, verzichtete sie für ihn auf ein sorgenfreies Leben, was Katniss ihr insgeheim sehr übel nimmt: Ihre Mutter habe somit unverantwortlich ihren Kindern gegenüber gehandelt, die nun ebenfalls ein schweres Leben haben. Neben ihrer Aufgabe als Hausfrau und Mutter gilt Mrs. Everdeen aufgrund ihrer Kenntnisse über Heilpflanzen als eine Art Ärztin im Distrikt. Oft muss sie halb verhungerte Kinder oder auch Verletzungen jeder Art in der Küche ihres Hauses behandeln. Als ihr Ehemann starb, fiel sie dauerhaft in eine Depression, sodass Katniss sich allein um ihre Schwester kümmern musste.
Im zweiten Band führt Mrs. Everdeen mit Prims Unterstützung ihre Funktion als Heilerin in ihrem Heimatdistrikt fort. In Distrikt 13 arbeitet sie im dritten Band als Krankenschwester in der dortigen Krankenstation. Nach Prims Tod kehrt sie nicht mehr nach Distrikt 13 zurück. Sie lässt sich in Distrikt 4 nieder und arbeitet dort in einem Krankenhaus.
In den Verfilmungen wird Mrs. Everdeen von Paula Malcomson dargestellt.

### Präsidentin Alma Coin
Alma Coin ist Präsidentin von Distrikt 13 und die Initiatorin der Rebellion. Sie hat schulterlange graue Haare und graue Augen. Sie ist eine kämpferische und intelligente Frau, die sich von Anfang an nicht mit Katniss versteht. Der wortgewandte Peeta wäre ihr als Leitfigur der Rebellion lieber gewesen. In ihrem autokratischen Führungsstil und ihren Methoden gleicht sie Präsident Snow. Nach dessen Fall stellt sich heraus, dass Coin von Anfang an Katniss als Konkurrentin für den Präsidentenposten nach Ende des Krieges ansah und sie daher gezielt als Hoffnungsträgerin der Rebellion ausgenutzt, manipuliert und teilweise gegen den gehirngewaschenen Peeta ausgespielt hat. Um die ohnehin psychisch angeschlagene Katniss zu brechen, lässt Coin ein Hovercraft mit dem Emblem des Kapitols hilflose Kinder bombardieren, wobei auch Katniss’ Schwester Prim ums Leben kommt. Nach Ende des Kriegs wird sie zur neuen Präsidentin von Panem. Bei der Hinrichtung von Coriolanus Snow soll Katniss diesen, wie zuvor vereinbart, mit einem Pfeilschuss töten. Katniss erschießt jedoch nicht ihn, sondern Coin, und rächt sich so für den Tod ihrer Schwester.
In den Verfilmungen wird Alma Coin von Julianne Moore dargestellt.

## Tribute

### 74. Hungerspiele

#### Cato
Cato ist der männliche Tribut aus Distrikt 2. Er ist ein Karriero, der sich freiwillig für die Hungerspiele gemeldet hat. Er hat, wie die meisten Karrieros, volles Vertrauen in seine Fähigkeiten und erwartet, dass er als Sieger der Spiele hervorgeht. Katniss sieht er als Bedrohung, da sie eine höhere Trainingspunktzahl erhält als er. Er kann am besten mit dem Kurzschwert umgehen. In der Arena belagert er mit den anderen Karrieros das Füllhorn und nimmt Peeta in der Gruppe auf, da er hofft, über ihn an Katniss ranzukommen. Er ist einer der drei letzten Überlebenden der Hungerspiele. Als es am Füllhorn zum Kampf mit Peeta und Katniss kommt, wird die Gruppe von Wolfsmutationen angegriffen und Cato dabei schwer verletzt. Um ihm weiteres Leid zu ersparen, tötet Katniss ihn mit einem Pfeil.
In Die Tribute von Panem – The Hunger Games wird Cato von Alexander Ludwig dargestellt.

#### Clove
Clove ist der weibliche Tribut aus Distrikt 2 und hat sich freiwillig gemeldet. Sie ist 15/16 Jahre alt und für ihr Alter sehr klein, was ihr einen Vorteil verschafft, da sie dadurch von anderen unterschätzt wird. Sie hat lange dunkelbraune Haare, dunkelbraune Augen und viele Sommersprossen auf ihren Wangen. Sie fällt besonders durch ihre ausgeprägte Arroganz und kühle Art auf. Clove kann mit vielen Waffen umgehen, vor allem jedoch mit den Wurfmessern. Sie versucht gleich zu Beginn der Spiele Katniss zu töten, was ihr jedoch nicht gelingt. Als sie Katniss das nächste Mal begegnet, erzählt sie ihr vergnüglich, wie sie dabei zusah, als Rue getötet wurde. Das Gespräch wird von Thresh aufgeschnappt, der Clove daraufhin mit einem Stein an der Schläfe erschlägt. Wie man im Buch las, führte sie mit Cato eine Art Liebesbeziehung, die vor allem an ihrer Todesstelle zu erkennen war.
Clove wird in Die Tribute von Panem – The Hunger Games von Isabelle Fuhrman dargestellt.

#### Rue
Rue ist der weibliche Tribut aus Distrikt 11. Sie ist 12 Jahre alt und hat dunkelbraune Haare. In Distrikt 11 arbeitet sie auf den Orangenplantagen und hat fünf Geschwister. Ihre größte Stärke ist ihre Geschicklichkeit. Sie wird eine Verbündete von Katniss, nachdem sie ihr bei der Flucht vor den Karrieros hilft. Sie versorgt Katniss’ Wunden nach zahlreichen Jägerwespenstichen, während diese bewusstlos ist. Von Rue lernt Katniss die Melodie, die sie in ihrem Distrikt als Feierabend-Signal für die Plantagenarbeiter benutzte, welches ihnen in der Arena wiederum auch als Signal dient. Ihr gemeinsamer Plan, die Vorräte der Karrieros zu zerstören, gelingt zwar, doch Rue wird von Marvel mit einem Speer getötet. Während Rue stirbt, singt Katniss ihr ein Wiegenlied. Ihre letzten Worte an Katniss sind, dass sie die Spiele gewinnen soll. Bevor Rues Leiche von einem Hovercraft aus der Arena geholt wird, schmückt Katniss diese mit Blumen, was einer Beerdigung gleichkommt, und verstößt dadurch bewusst gegen die Spielregeln. Rues sprechender Name (to rue=bereuen) kündigt an, dass das Kapitol eines Tages bereuen wird, was es Panem angetan hat.
In Die Tribute von Panem – The Hunger Games wird Rue von Amandla Stenberg dargestellt.

#### Thresh
Thresh ist der männliche Tribut aus Distrikt 11. Er ist sehr kräftig, stark und muskulös. Er schafft es unter die letzten Fünf. Als er ein Gespräch zwischen Clove und Katniss mitbekommt, in dem Clove zugibt, mit Vergnügen zugesehen zu haben, wie Rue starb, bringt er Clove mit einem Stein um. Er verschont Katniss dieses eine Mal und bedankt sich, dass sie sich um Rue gekümmert hat. Er wird aus Rache für Cloves Tod von Cato getötet.
In Die Tribute von Panem – The Hunger Games wird Thresh von Dayo Okeniyi gespielt.

#### „Fuchsgesicht“
„Fuchsgesicht“ (engl.: „Foxface“) ist der Spitzname des weiblichen Tributes aus Distrikt 5. Fuchsgesicht ist schlau und hinterhältig. Ihre Strategie ist es, sich aus allen Kämpfen rauszuhalten, um so lange wie möglich am Leben zu bleiben. Sie beobachtet die anderen Tribute aus der Ferne und erfährt so deren Pläne. Sie stiehlt die Nahrung der Anderen, aber nur in geringen Mengen, sodass niemand es bemerkt. Als sie die Vorräte der Karrieros klaut, umgeht sie geschickt die Minen, die das Lager schützen. Sie beobachtet Peeta beim Pflücken giftiger Beeren, die er für essbar hält, und stirbt, als sie die Beeren selber isst.
Fuchsgesicht wird in Die Tribute von Panem – The Hunger Games von Jacqueline Emerson dargestellt.

#### Marvel
Marvel ist der männliche Tribut aus Distrikt 1, er gehört zu den Karrieros. Marvel ist 17 Jahre alt und verbündet sich in der Arena mit Glimmer, Clove und Cato. Er kann sehr gut mit dem Speer umgehen und tötet damit einige Tribute, darunter auch Rue. Daraufhin wird er von Katniss mit einem Pfeil, den sie ihm in den Hals schießt, getötet.
Marvel wird in Die Tribute von Panem – The Hunger Games von Jack Quaid, dem Sohn von Dennis Quaid und Meg Ryan, dargestellt.

#### Glimmer
Glimmer ist der weibliche Tribut aus Distrikt 1. Sie benutzt als Waffe in der Arena Pfeil und Bogen, kann aber nicht so gut damit umgehen wie Katniss. Sie wird als schlau, schön und sexy beschrieben. Glimmer verbündet sich mit den Karrieros, stirbt jedoch durch die Stiche der Jägerwespen, nachdem Katniss ein Jägerwespennest über den schlafenden Karrieros fallen lässt.
In Die Tribute von Panem – The Hunger Games wird Glimmer von Leven Rambin verkörpert.

### 75. Hungerspiele

#### Finnick Odair
Finnick stammt aus Distrikt 4 (Fischerei) und gewann die 65. Hungerspiele im Alter von 14 Jahren. Er ist somit der jüngste Gewinner der Spiele und der, der das teuerste Sponsorengeschenk, einen Dreizack, bekam. Bei den 75. Hungerspielen ist er 24 Jahre alt und wird im Kapitol als Frauenschwarm gehandelt. Finnick wird als außergewöhnlich hübsch beschrieben, der eine gebräunte Haut, meergrüne Augen und bronzefarbene Haare hat. Seine Hungerspiele gewann er, indem er Netze knüpfte, mit ihnen seine Gegner einfing und anschließend mit seinem Dreizack tötete.
Während der Vorbereitungen für die 75. Hungerspiele sucht Finnick Kontakt zu Katniss, was diese allerdings zurückweist. Da Haymitch mit Finnick befreundet ist, rät er Katniss, sich mit ihm zu verbünden. Katniss ist sich jedoch unschlüssig. In der Arena ist er einer der ersten am Füllhorn und tötet einen Tribut aus Distrikt 5, um Katniss zu retten. Da Haymitch Finnick sein goldenes Armband gegeben hatte, akzeptiert Katniss ihn zunächst als Verbündeten. Sie bleibt ihm gegenüber jedoch skeptisch, selbst als er kurze Zeit später Peeta nach einem Herzstillstand wiederbelebt. Nachdem die Gruppe vom giftigen Nebel angegriffen wird, versorgen Peeta und Katniss Finnicks Wunden. Als die Arena einstürzt, wird Finnick gemeinsam mit Katniss von Haymitch und Plutarch Heavensbee mit einem Hovercraft gerettet und nach Distrikt 13 gebracht. Es stellt sich heraus, dass Finnick von Anfang an mit den Rebellen zusammenarbeitete, um ihnen dabei zu helfen, Katniss und Peeta in der Arena am Leben zu erhalten.
In Flammender Zorn wird seine große Liebe Annie Cresta vom Kapitol gefangen gehalten. Durch diese Gefangennahme und sicher auch durch den Stromschlag erleidet Finnick eine Art Zusammenbruch, den er über Monate nicht überwindet. Als Annie gerettet wird, heiraten Finnick und sie. Dennoch meldet sich Finnick freiwillig als Soldat und wird Katniss’ Gruppe zugeteilt. Er folgt Katniss, als sie sich beim Angriff auf das Kapitol von der Hauptarmee absetzt. In einem Tunnel unterhalb des Kapitols wird die Gruppe von Mutanten angegriffen. Finnick opfert sich, um der Gruppe Zeit zur Flucht zu verschaffen.
Später erfährt man, dass Annie ein Kind von Finnick erwartet. Nach dem Kriege kehrt sie in ihr Heimatdistrikt zurück, wo sie Mutter eines Sohnes wird.
In Die Tribute von Panem – Catching Fire wird Finnick von Sam Claflin dargestellt.

#### Johanna Mason
Johanna Mason ist die Siegerin der 67. Hungerspiele und kommt aus Distrikt 7. Bei den 75. Hungerspielen muss sie noch einmal antreten, da sie die einzige weibliche Überlebende aus ihrem Distrikt ist. Sie wird als muskulös mit braun-schwarzen Haaren beschrieben. Johanna gewann ihre Spiele, indem sie so tat, als wäre sie harmlos und tötete ihre Gegner dann kaltblütig mit einer Axt. Mit der Zeit erfährt man, dass sie gar nicht so skrupellos ist, sondern nur einen Hass auf das Kapitol hat, da dieses ihre Familie getötet hat.
In der Arena rettet Johanna Beetee und Wiress und flüchtet mit ihnen in den Dschungel. Später stößt sie zu Katniss’ Gruppe. Johanna ist in den Plan der Rebellen eingeweiht und rettet Katniss bei der Zerstörung der Arena das Leben. Dabei wird sie jedoch vom Kapitol gefangen genommen. Sie wird in Flammender Zorn von den Rebellen gerettet. Während ihrer Gefangenschaft wird sie mit Wasser gefoltert und hat danach panische Angst davor. Nach ihrer Rettung freundet sie sich mit Katniss an und teilt sich später ein Zimmer mit ihr in Distrikt 13.
In Die Tribute von Panem – Catching Fire wird Johanna von Jena Malone verkörpert.

#### Beetee
Beetee ist der männliche Tribut aus Distrikt 3. Er ist klein, hat aschgraue Haut und schwarze Haare, und ist Brillenträger. Beetee ist Elektroingenieur und, wie Wiress, Erfinder. Beetee gewann seine Hungerspiele, indem er eine Stromfalle baute und dadurch die anderen Tribute tötete. Er wird von den anderen seitdem „Minus“ genannt, während Wiress den Spitznamen „Plus“ trägt, was auch zum Ausdruck bringen soll, wie sehr sie sich verstehen. Beetee wird schwer verwundet, als er am Füllhorn nach einer Drahtrolle sucht. Er flüchtet mit Johanna und Wiress in den Dschungel. Als sie jedoch von Blutregen überrascht werden, verliert er sein Bewusstsein. Johanna bringt ihn und Wiress zu Katniss, Peeta und Finnick, und verbündet sich mit ihnen. Nachdem seine Wunden versorgt sind, erläutert Beetee den anderen seinen Plan, die restlichen Tribute mittels eines Stromschlags auszuschalten. Dazu schickt er Katniss und Johanna los, um den Draht auszurollen. Unterwegs jedoch wird der Draht von Brutus gekappt, und Katniss und Johanna werden angegriffen. Katniss findet kurz darauf Beetee nach einem heftigen Stromschlag reglos am Boden liegend. Er wird nach der Zerstörung der Arena gemeinsam mit Katniss von den Rebellen gerettet.
In Flammender Zorn arbeitet Beetee an neuen Waffen für Distrikt 13. Er entwickelt spezielle Waffen für Katniss und Finnick, und hackt sich auch in das Kommunikationsnetz des Kapitols ein, um die Propagandafilme vom „Spotttölpel“ landesweit senden zu können. Zusammen mit Gale erfindet Beetee Sprengsätze, die später für den Tod von Primrose Everdeen verantwortlich sind. Nach dem Krieg kehrt er nach Distrikt 3 zurück.
In Die Tribute von Panem – Catching Fire wird Beetee von Jeffrey Wright dargestellt.

#### Wiress
Wiress ist der weibliche Tribut aus Distrikt 3. Sie ist klein, hat aschgraue Haut, schwarze Haare und eine ruhige Stimme. Sie hat die Eigenschaft, ihre Sätze nicht zu beenden, was ihr langjähriger Freund Beetee dann für sie übernimmt. Wiress ist, genauso wie Beetee, eine Erfinderin. Ihre Waffe ist der Draht. Sie wird von den anderen auch „Plus“ genannt. Vor den Spielen macht Wiress Katniss auf das Kraftfeld aufmerksam, das die Spielmacher zum Schutz von den Tributen abschirmt. Deshalb ist Katniss später in der Arena in der Lage, das dortige Kraftfeld zu erkennen. In der Arena schließen sich Wiress und Beetee mit Katniss, Peeta, Finnick und Johanna zusammen. Durch Wiress erkennt Katniss auch das Stundentaktsystem der Arena, wodurch die Gruppe sich fortan besser orientieren und vor den Gefahren der Arena schützen kann. Bei einem Angriff der Karrieros wird Wiress von Gloss getötet.
In Die Tribute von Panem – Catching Fire wird Wiress von Amanda Plummer dargestellt.

#### Mags
Mags ist der weibliche Tribut aus Distrikt 4. Sie gewann eines der ersten Hungerspiele und meldet sich freiwillig für die 75. Hungerspiele anstelle der ausgelosten Annie Cresta. Mags ist 80 Jahre alt. Ihre Stärke ist, dass sie aus allem einen Angelhaken machen kann. In der Arena verbündet sie sich mit Finnick, Peeta und Katniss. Sie webt zusammen mit Finnick große Grasmatten für die Gruppe, auf denen sie nachts schlafen. Finnick kümmert sich sehr hingebungsvoll um Mags; wenn sie beim Laufen zu schwach oder zu langsam wird, trägt er sie auf seinem Rücken. Als die Gruppe vor dem Giftnebel flüchten muss, nimmt sie Finnick die schwere Entscheidung ab, ob er ihr oder Peeta helfen soll, indem sie in den Nebel läuft und dabei stirbt. Dadurch wird Peeta erneut von Finnick gerettet.
In Die Tribute von Panem – Catching Fire wird Mags von Lynn Cohen dargestellt.

#### Brutus
Brutus ist der männliche Tribut aus Distrikt 2. Er gewann die 51. Hungerspiele im Alter von 16 und hat sich freiwillig für die 75. Hungerspiele gemeldet. Brutus ist nach Katniss’ Schätzung „mindestens 40“. Er verbündet sich mit Gloss, Cashmere und Enobaria. Er kann sehr gut mit dem Speer umgehen. Gemeinsam mit den Karrieros tötet Brutus viele Tribute am Füllhorn. Als sie Katniss und die anderen erneut angreifen, werden Gloss und Cashmere getötet, und Brutus muss mit Enobaria fliehen. Brutus durchkreuzt Beetees Plan gemeinsam mit Enobaria, indem er den Draht kappt und die Gruppe angreift. Er wird von Peeta getötet, da dieser glaubt, dass Brutus Katniss umgebracht hat.
Bruno Gunn übernahm in Die Tribute von Panem – Catching Fire die Rolle des Brutus.

#### Enobaria
Enobaria ist der weibliche Tribut aus Distrikt 2. Ihre Hungerspiele gewann sie, indem sie in einem Kampf einem anderen Tribut mit den bloßen Zähnen die Kehle aufriss. Seitdem ist sie ein Kapitolliebling und hat sich sogar als Erinnerung an die Spiele ihre Zähne zu spitzen Reißzähnen formen lassen. Sie ist ein Karriero und verbündet sich mit Gloss, Cashmere und Brutus. Sie und Brutus erfahren von Beetes Plan und vereiteln diesen. Als Katniss die Arena zerstört, wird Enobaria zusammen mit Johanna und Peeta vom Kapitol gefangen genommen. In Flammender Zorn wird sie vom Kapitol gefoltert und nach Distrikt 13 gerettet. Aufgrund einer Vereinbarung zwischen Präsidentin Coin und Katniss, welche für alle Sieger der Hungerspiele gilt, genießt Enobaria politische Immunität, weshalb sie den Krieg, bis auf die Folter durch das Kapitol, unbeschadet überlebt.
In Die Tribute von Panem – Catching Fire wird die Rolle von Meta Golding gespielt.

#### Chaff
Chaff ist der männliche Tribut aus Distrikt 11 und ein alter Freund von Haymitch. Er gewann die 45. Hungerspiele, verlor jedoch aufgrund dessen seinen Arm. Seitdem ist er Alkoholiker. Er freundet sich vor den Spielen mit Peeta an und ist in die Pläne der Rebellen eingeweiht. Da es ihm in der Arena nicht rechtzeitig gelingt, Anschluss an die Gruppe um Peeta und Katniss zu finden, wird er von Brutus getötet.
In Die Tribute von Panem – Catching Fire wird Chaff von E. Roger Mitchell dargestellt.

#### Cashmere und Gloss
Cashmere und Gloss sind die Tribute aus Distrikt 1. Sie sind Geschwister und haben zwei aufeinanderfolgende Hungerspiele gewonnen. Die beiden verbünden sich mit Brutus und Enobaria. Sie töten zu Beginn einige Tribute und ziehen sich in den Dschungel zurück. Am zweiten Tag greifen sie die Gruppe von Katniss, Peeta, Finnick und Johanna an. Gloss tötet Wiress, woraufhin Katniss ihn mit einem Pfeil erschießt. Cashmere stirbt durch eine Axt von Johanna ebenfalls bei dem Angriff.
Stephanie Leigh Schlund und Alan Ritchson spielen die Rollen der Cashmere und Gloss in Die Tribute von Panem – Catching Fire.

## Sonstige Figuren

### Annie Cresta
Annie Cresta war die Siegerin der 70. Hungerspiele aus Distrikt 4. Seitdem ist sie psychisch labil und wirkt oft abwesend, da sie mitansehen musste, wie der männliche Tribut aus ihrem Distrikt enthauptet wurde. Sie ist die Freundin von Finnick Odair. Bei den 75. Hungerspielen wird Annie erneut als Tribut gezogen, jedoch von Mags abgelöst, die sich freiwillig meldet. Nach der Zerstörung der Arena, wird Annie, die als Druckmittel gegen Finnick dienen soll, vom Kapitol entführt. Sie wird zusammen mit Peeta, Johanna und Enobaria nach Distrikt 13 gerettet und heiratet kurz darauf Finnick. Er stirbt jedoch wenig später während der Eroberung des Kapitols. Später erfährt man, dass Annie zu diesem Zeitpunkt bereits schwanger von ihm war. Nach dem Krieg kehrt sie in ihren Heimatdistrikt zurück, wo sie einen Sohn zur Welt bringt.

### Octavia, Venia und Flavius
Sie sind das Stylistenteam von Katniss bei den Hungerspielen und Bewohner des Kapitols. Durch Octavia, Venia und Flavius erhält Katniss wichtige Informationen über die Lage in den verschiedenen Distrikten. Während der Rebellion können sie mit Plutarch Heavensbees Hilfe nach Distrikt 13 flüchten. Im dritten Band findet Katniss heraus, dass Präsidentin Coin sie unter menschenunwürdigen Bedingungen in einer Art Verlies festhält, da sie aus Hunger Brot aus der Kantine geklaut haben. Katniss verlangt daraufhin ihre Freilassung. Sie sind dank Katniss das einzige Stylistenteam im Kapitol, das den Krieg überlebt.
In den Verfilmungen wird Portia von Latarsha Rose und Octavia von Brooke Bundy dargestellt.

### Seneca Crane
Seneca Crane ist der Spielmacher der 74. Hungerspiele. Er wird am Ende des ersten Bandes hingerichtet, da er sowohl Katniss als auch Peeta zu Siegern erklärt hat. Im Film wird der Spielmacher Seneca Crane am Ende mit den giftigen Beeren in einen Raum gesperrt, um seinen Tod als Suizid zu tarnen. Im Buch gibt es diese Szene nicht.
Während ihrer traditionellen Einzelstunde im Trainingszentrum der Tribute im Kapitol hängt Katniss im zweiten Band eine menschengroße Holzpuppe an Seilen auf und schreibt Seneca Cranes Name darauf. Sie zeigt dem Kapitol damit, dass sie über die Umstände seines Todes Bescheid weiß.
In Die Tribute von Panem – The Hunger Games wird Seneca Crane von Wes Bentley dargestellt.

### Caesar Flickerman
Caesar Flickerman interviewt die Tribute vor ihrem Einzug in die Arena der Hungerspiele. Darüber hinaus kommentiert er gemeinsam mit Claudius Templesmith die Spiele. Caesar ist immer auffällig gekleidet und geschminkt.
In den Verfilmungen wird Caesar Flickerman von Stanley Tucci dargestellt.

### Claudius Templesmith
Claudius Templesmith ist zusammen mit Caeser Flickerman Kommentator der Hungerspiele. Im dritten Band kommentiert er auch den Angriff der Rebellen auf das Kapitol.
In den Verfilmungen wird er von Toby Jones verkörpert.

### Präsidentin Paylor
Paylor ist während des Krieges die Anführerin der Rebellen in Distrikt 8 und wird später Präsidentin von Panem. Sie ist Anfang 30, Ärztin und hat dunkelbraune Augen und Haare. Sie ist es auch, die die Hungerspiele abschafft, die Arenen zerstören und Denkmäler für die verstorbenen Tribute bauen lässt.

### Tigris
Tigris war eine beliebte Stylistin, die vom Kapitol abgeschoben wurde und nun einen Laden, der Pelzunterwäsche verkauft, besitzt. Sie wurde als Stylistin gefeuert, nachdem sie ihre Beliebtheit beim Publikum verloren hat. Durch viele Schönheitsoperationen ähnelt sie einem Tiger. Im dritten Band versteckt sie Katniss, Peeta und ihre Begleiter im Keller unter ihrem Laden vor dem Kapitol und bringt ihnen Nahrung.

### Darius
Darius ist einer der Friedenswächter aus Distrikt 12. Er setzt sich in Gefährliche Liebe für Gale ein und wird deshalb gefoltert und als Avox ins Kapitol gebracht. Später wird er vor Peetas Augen gefoltert und getötet.

### Delly Cartwright
Sie ist ein sechzehnjähriges Mädchen aus Distrikt 12, die während der Rebellion nach Distrikt 13 flieht. Sie ist mit Peeta befreundet und hilft ihm im dritten Band dabei, seine Erinnerungen zurückzugewinnen.

### Madge Undersee und ihre Familie
Madge Undersee ist die Tochter des Bürgermeisters von Distrikt 12 und die einzige Freundin von Katniss. Sie und ihre Familie spielen für Katniss in mehrfacher Hinsicht eine besondere Rolle:
- Die Spotttölpelbrosche

Madge schenkt Katniss die Spotttölpelbrosche, die später zum Symbol der Rebellion wird. Die Brosche ist schon lange im Familienbesitz und gehörte einst Madges Tante Maysilee Donner. Peeta sagt, Maysilee und Madges Mutter seien „Zwillinge oder so“ gewesen. Als junge Mädchen waren Katniss’ Mutter und Maysilee befreundet, sie sahen einander sehr ähnlich. Diese Zusammenhänge werden aufgeklärt, als Katniss und Peeta zusammen die Aufnahmen der 50. Hungerspiele ansehen – Maysilee wurde damals zusammen mit Haymitch als Tribut ausgelost. Vor diesem Hintergrund sieht Katniss die häufigen Kopfschmerzanfälle von Madges Mutter in einem neuen Licht, „die die Hälfte der Zeit von unerträglichen Schmerzen ans Bett gefesselt ist und die Welt ausblendet.“
- Abweichung von Geschlechterstereotypen

Madge und Katniss treffen sich nach Katniss’ Rückkehr aus den Spielen ab und zu, weil beide sich außerhalb dessen bewegen, was altersgemäß üblich ist: „Andere Mädchen in unserem Alter habe ich über Jungs reden hören oder über andere Mädchen oder über Mode. Magde und ich tratschen nicht gern und Kleider finde ich sterbenslangweilig.“ Katniss nimmt Madge mit in den Wald und zeigt ihr das Bogenschießen, Madge will ihrer Freundin das Klavierspielen beibringen, doch diese hört lieber zu.
- Hilfe für Gale

Erst als Katniss erfährt, dass Madges Tante in den Hungerspielen starb, kann sie verstehen, warum Madge im Schneesturm sechs Ampullen Morfix, einer Droge aus dem Kapitol, für den vom neuen Friedenswächter Thread brutal zugerichteten Gale mit den Worten zu ihnen brachte: „Sie gehören meiner Mutter. Sie hat gesagt, ich kann sie nehmen. Bitte gib sie ihm.“ Vor diesem Hintergrund lässt sich die Hilfe für den Normabweichler Gale als leises Sympathiesignal für den Widerstand lesen.
- Information über den Aufstand in Distrikt 8

Als Katniss Madge während der Tour der Sieger besuchen will, sieht sie für deren Vater bestimmte Fernsehaufnahmen vom gewaltsamen Aufstand in Distrikt 8, den das Kapitol niederzuschlagen versucht. Katniss wird hier zum ersten Mal direkt mit der Rebellion in einem Distrikt konfrontiert.
Madge stirbt gemeinsam mit ihrer Familie bei der Bombardierung des Distrikts 12.
In den Verfilmungen kam die Figur der Madge nicht vor.

### Friedenswächter
Die Friedenswächter sind die Polizisten und Soldaten von Panem. Anfangs recht gemäßigt, werden sie im Laufe der Reihe immer aggressiver. So erschießen sie in Distrikt 11 einen alten Mann, der das Respekt-Zeichen aus Distrikt 12 zeigte und verursachte, dass die ganze Bevölkerung von Distrikt 11, welche auf dem Platz versammelt war, dieses Zeichen zeigte. Während der Tour der Sieger wurden mehrere Leute, welche dieses Zeichen zeigten, verhaftet. Aus Sicht des Kapitols arbeiten sie äußerst effizient. Das bestätigt sich bei den Aufständen in den Distrikten 7 und 5 zum Teil, da es ihnen vor ihrer Ermordung durch die Bevölkerung gelingt, viele Aufständische zu erschießen, bevor die Rebellen doch noch gewannen.
Die Friedenswächter in einem Distrikt werden vom Obersten Friedenswächter befehligt. Er hat den Rang eines Commanders inne. So ist zum Beispiel bis zur Zerbombung von Distrikt 12 Commander Thread der Chef der Truppe. Er ersetzte den ineffizient handelnden Commander Cray. Romulus Thread musste harte Gesetze in Distrikt 12 durchsetzen; er sollte den Schwarzmarkt schließen und jeden Gesetzesverstoß mindestens mit einer öffentlichen Auspeitschung bestrafen, welche live im Fernsehen übertragen wurde. Allerdings zieht er den Kürzeren, als er Gale auspeitscht, da sich ihm drei Sieger in den Weg stellen und Haymitch ihn überzeugen kann, dass sich Snow wahrscheinlich nicht gerade über drei tote Sieger freuen würde. Er lässt seine Truppen vor den Bombenangriffen abrücken. Die in die Häuser getriebene Bevölkerung lässt er zurück.

### Spotttölpel

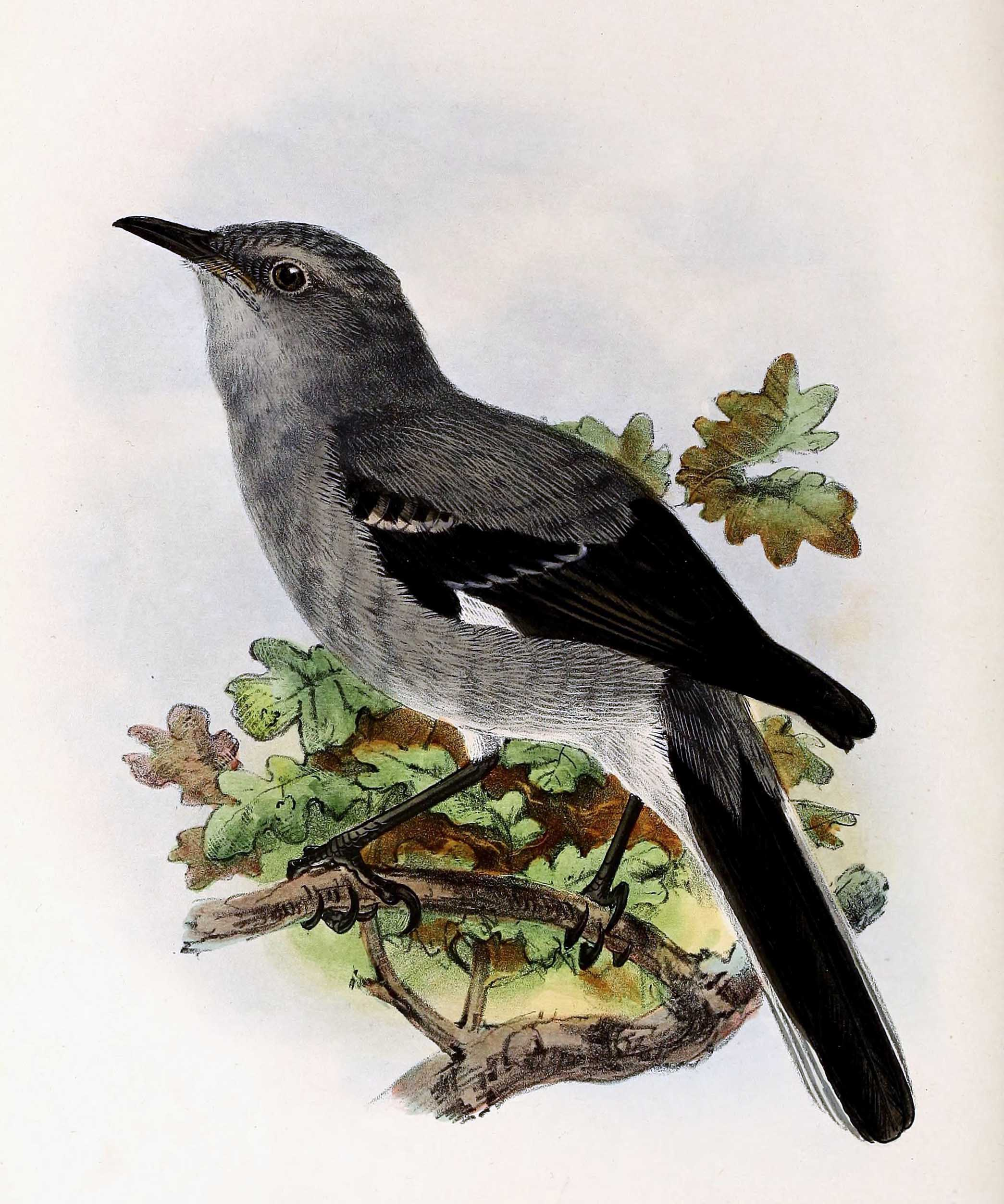
Die Spottdrossel, eine Vorfahrin des Spotttölpels

Die fiktive Singvogelart Spotttölpel, entstanden aus der Kreuzung von weiblichen Spottdrosseln und dem – ebenfalls fiktiven – männlichen Schnattertölpel, wird im Laufe der Trilogie zum Symbol für Katniss und den Aufstand. Der Schnattertölpel ist ein vom Kapitol genetisch veränderter männlicher Vogel, eine Mutation, die sich viele Wörter merken und sie wiedergeben kann. Das Kapitol wollte den Schnattertölpel einsetzen, um die Rebellen in den Distrikten auszuspionieren. Doch die Rebellen durchschauten den Plan und erzählten den Vögeln Lügen, die dann dem Kapitol berichtet wurden. Als das Kapitol das erkannte, ließ es die Schnattertölpel aussterben. Doch es hatte den Lebenswillen der Vögel unterschätzt: Sie hatten sich in der Wildnis mit Spottdrosseln gepaart, und aus dieser Verbindung entstand der Spotttölpel.
Mit einem Singvogel als Wappentier findet Katniss nach und nach ihre eigene Stimme als Symbol für die Revolution. Im zweiten Band ist der Spotttölpel bereits zum Symbol der Rebellion geworden: Die beiden Flüchtlinge aus Distrikt 8, Bonnie und Twill, zeigen Katniss einen Kracker mit seinem Bild als Erkennungszeichen. Im Kapitol ist der Vogel nun ein Modeartikel geworden, aber auch ein Erkennungszeichen unter den Mächtigen für Sympathie mit den Rebellen, was Katniss jedoch erst sehr spät begreift. Der Vogel gibt im Roman auch den ersten Hinweis auf die vom Kapitol geleugnete Existenz von Distrikt 13: Bonnie und Twill haben bemerkt, dass in allen vom Kapitol gezeigten Aufnahmen von Distrikt 13 immer derselbe Spotttölpel an immer derselben Stelle am Justizgebäude vorbeifliegt, es sich also um eine Archivaufnahme handeln muss. Auch gibt es eine Beziehung zu Katniss’ Heimat: In Distrikt 12 werden Kanarienvögel in den Bergwerken gehalten, die bei Gefahr verstummen und so die Menschen warnen.